# محسن الشريقي
الفريق  حسن بن محسن الشريقي المفتش العام للشرطة والجمارك في سلطنة عمان منذ عام 2011، وهو ضابط برتبة فريق والمسؤول عن شرطة عمان السلطانية.
هو أيضاً أحد أعضاء مجلس الدفاع العماني الذي تولى مسئولية الاجتماع في يناير 2020 لاختيار من تنتقل إليه ولاية الحكم عقب وفاة السلطان قابوس بن سعيد بحضور العائلة المالكة، وتم أختيار السلطان هيثم بن طارق خلفاً له.